# Yevgueni Arzhanov
Yevgueni Arzhanov (Unión Soviética, 9 de febrero de 1948) es un atleta soviétíco retirado, especializado en la prueba de 800 m en la que llegó a ser subcampeón olímpico en 1972.

## Carrera deportiva
En los JJ. OO. de Múnich 1972 ganó la medalla de plata en los 800 metros, con un tiempo de 1:48.98 segundos, llegando a meta tras el estadounidense Dave Wottle (oro) y por delante del keniano Mike Boit (bronce).